# Sven Lovén
Sven Ludvig Lovén, né le 6 janvier 1809 à Stockholm et décédé le 3 septembre 1895 dans la même ville, était un zoologiste suédois spécialiste de la biologie marine et des mollusques.

## Biographie
Lovén était le fils du marchand et maire de Stockholm, Christian Lovén (1765-1854).
Sven Lovén fit une expédition dans l'archipel du Svalbard en 1837 sur des fonds privés. Il passa un mois le long de la côte ouest des Spitzberg, essentiellement à échantillonner des invertébrés marins par dragage. En même temps, il fit des observations sur les glaciers et les paysages. 
Après son retour à l'université Lund, où il ramena les divers mollusques de cette expédition , il se rendit compte que les coquilles d'assemblages fossiles de la région de la mer Baltique étaient comparables aux communautés de mollusques vivant dans les eaux du haut Arctique. Il conclut de ce constat que le climat de la péninsule scandinave devait avoir été plus froid par le passé, avec un climat et une glaciation comparables à ce qui se trouvait à son époque au Spitzberg et au Groenland (Lovén, 1839, 1846). 
Lovén fut l'un des premiers à soutenir la théorie de l'Âge de Glace d'Agassiz, et ses recherches menées avec Axel Erdmann (1814-1869) sur l'élévation des côtés le long de la mer Baltique le convainquirent que la Scandinavie avait été couverte par une épaisse couche de glace à une époque.